# Phanotea sathegyna
Phanotea sathegyna là một loài nhện trong họ Zoropsidae.
Loài này thuộc chi Phanotea. Phanotea sathegyna được Charles E. Griswold miêu tả năm 1994.